# Сосна чёрная
Сосна́ чёрная, или сосна́ чёрная австри́йская (лат. Pinus nigra), — хвойное дерево; вид рода Сосна (Pinus) семейства Сосновые (Pinaceae).

## Распространение и экология
Ареал, по большей части, находится в северном Средиземноморье, есть несколько районов в Марокко и Алжире.
Растёт в горах, в основном на известковых почвах, реже на продуктах разрушения магматических пород. Поднимается в горы до высоты в 1400—1500 метров.
Лучше всего растёт на открытых, солнечных местах, но может переносить боковое оттенение. Растение ветроустойчиво и засухоустойчиво.

## Ботаническое описание

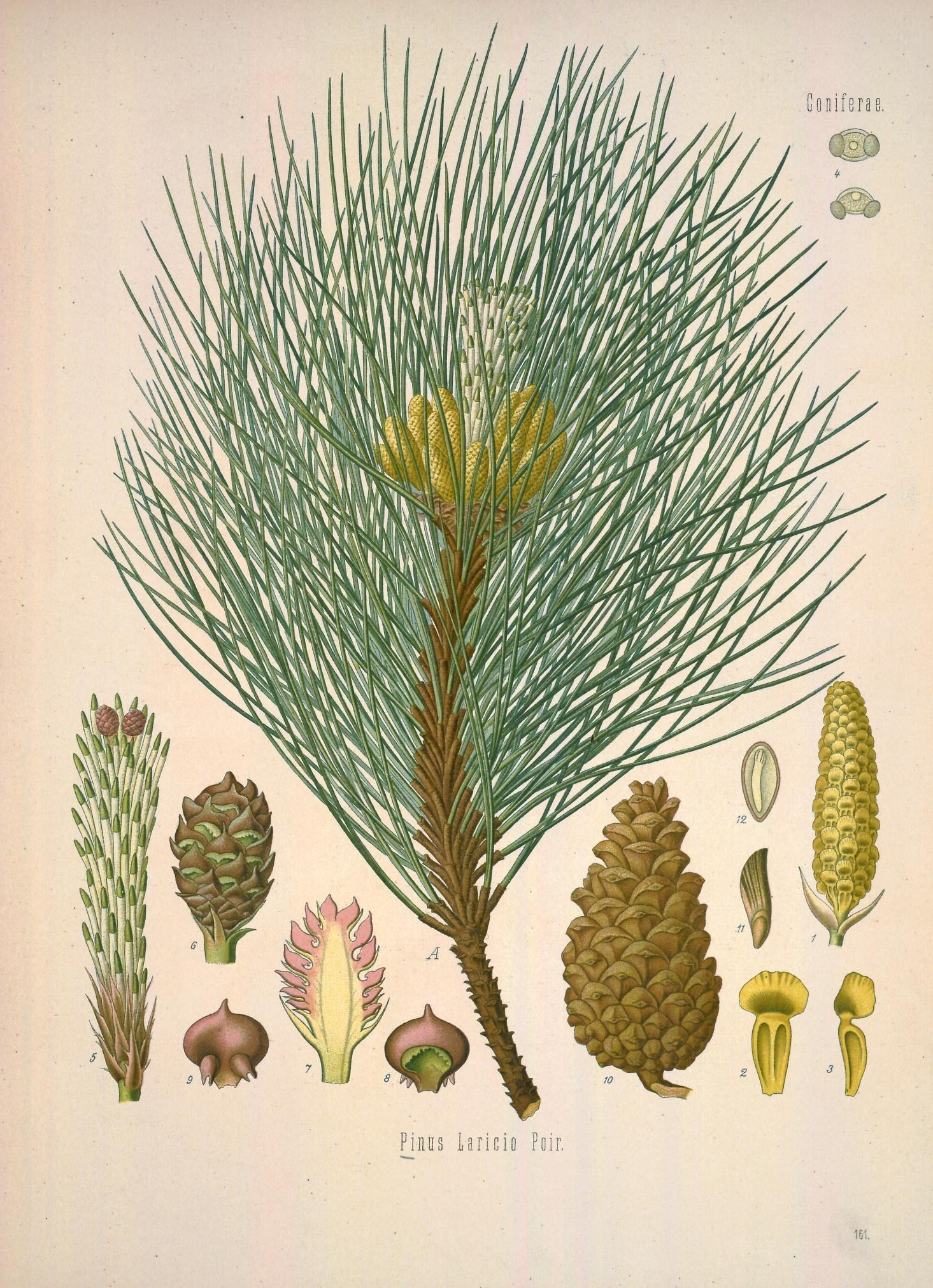
.

Дерево высотой 20—55 м, с пирамидальной у молодых и зонтиковидной кроной у старых деревьев. Ветви на конце более или менее восходящие. Однолетние побеги серо-бурые. Кора чёрно-серая, глубокобороздчатая. Возраст деревьев достигает 600—800 лет.
Хвоя длиной 8—14 см, шириной 1,6—1,8 мм, тёмно-зелёная, слабо блестящая или матовая, по две штуки в пучке, твёрдая, заострённая, прямая или несколько согнутая, нередко скрученная.
Шишки яйцевидные или несколько удлинённые, длиной 5—7,5 см, шириной 2—3,5 см, жёлто-коричневые, блестяще-серо-бурые, на коротких черешках, расположены на ветвях горизонтально, раскрываются на третий год. Семена удлинённо-яйцевидные, длиной 4—6 мм, серые, мелко-пятнистые.

## В культуре
Вид весьма декоративен. Благодаря тёмной окраске хвои позволяет создавать эффектные цветные контрасты в парковых композициях.
Зоны морозостойкости: от 5b до более тёплых.
В центральной лесостепной зоне морозостойка. По данным Н. К. Вехова, без повреждений перенесла суровые зимы 1939/40 и 1941/42 годов с морозами ниже −40°С. В Москве подмерзает и растёт плохо. Хорошо переносит засуху и условия города.
К почве малотребовательна. Менее светолюбива, чем сосна обыкновенная. Переносит боковое затенение. До 25 лет растёт медленно, значительно медленнее сосны обыкновенной, позже ростом обгоняет её.
Пригодна для выращивания в Прибалтике, Белоруссии, южной лесной и лесостепной зонах, а также в степных районах России, на Украине, в северном Крыму, на Северном Кавказе, в Южном и Восточном Закавказье.
|                           |  |
| Кора и шишка сосны чёрной |  |

## Таксономия
Pinus nigra J.F.Arnold, Reise nach Mariazell in Steyermark. 8, pl. s.n. 1785.

### Синонимы
- Pinus nigricans Host, 1827
- Pinus nigra Link, 1830 nom. illeg.
- Pinus austriaca Höss, 1830
- Pinus laricio var. austriaca (Höss) Loudon, 1838
- Pinus laricio subsp. austriaca (Höss) Endl., 1847
- Pinus laricio var. pygmaea Carrière, 1855
- Pinus laricio var. pyramidata Carrière, 1855
- Pinus laricio var. nigricans (Host) Parl., 1868
- Abies novae-angliae K.Koch, 1873
- Pinus laricio var. moseri J.J.Moser, 1900
- Pinus laricio var. prostrata Beissn., 1903
- Pinus nigra var. austriaca (Höss) Badoux, 1910
- Abies marylandica Dallim. & A.B.Jacks., 1923
- Pinus nigra var. pyramidata (Carrière) Fitschen, 1930
- Pinus nigra var. gocensis Georgev., 1931
- Pinus nigra f. hornibrookiana Slavin, 1932
- Pinus nigra f. pyramidalis Slavin, 1932
- Pinus nigra var. banatica Georgescu & Ionescu, 1935
- Pinus banatica (Georgescu & Ionescu) Georgescu & Ionescu, 1936
- Pinus nigra f. moseri (J.J.Moser) Rehder, 1949
- Pinus nigra f. prostrata (Beissn.) Rehder, 1949
- Pinus nigra f. pygmaea (Carrière) Rehder, 1949
- Pinus nigra subsp. croatica Lovric, 1972

### Классификация
Вид, по одним данным, разделён на два подвида с тремя разновидностями в каждом:
Pinus nigra subsp. nigra — восточная разновидность
- 1a Pinus nigra subsp. nigra var. nigra
- 1b Pinus nigra subsp. nigra var. pallasiana — Сосна Палласа, или Крымская
- 1c Pinus nigra subsp. nigra var. caramanica

Pinus nigra subsp. salzmannii — западная разновидность
- 2a Pinus nigra subsp. salzmannii var. salzmannii
- 2b Pinus nigra subsp. salzmannii var. corsicana
- 2c Pinus nigra subsp. salzmannii var. mauretanica

По другим — выделяют пять подвидов:
- Pinus nigra subsp. nigra
- Pinus nigra subsp. laricio Maire
  - [syn.  Pinus laricio Poir. [7]]
- Pinus nigra subsp. mauretanica (Maire & Peyerimh.) Heywood
- Pinus nigra subsp. pallasiana (Lamb.) Holmboe — Сосна крымская, или Сосна Палласа
  - [syn.  Pinus pallasiana Lamb. [7] — Сосна Палласа]
  - [syn.  Pinus taurica (Loudon) Steud. [7] — Сосна крымская]
- Pinus nigra subsp. salzmannii (Dunal) Franco
  - [syn.  Pinus pyrenaica Lapeyr. [7] — Сосна пиренейская]